# 척 존스

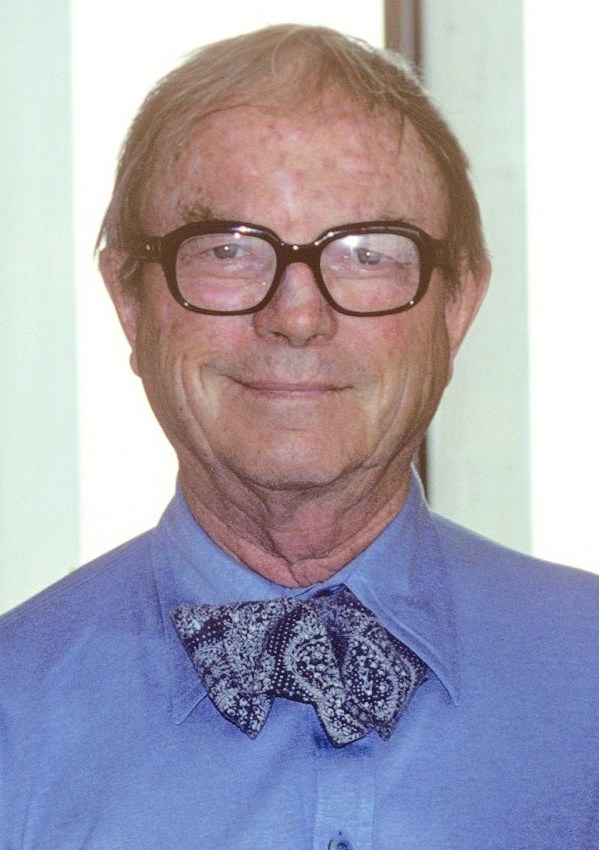
1978년의 척 존스

찰스 마틴 존스(Charles Martin Jones, 1912년 9월 21일 ~ 2002년 2월 22일)는 워너브라더스 카툰즈에서 일하면서 만든 루니 툰, 메리 멜로디스 단편작으로 저명한 미국의 애니메이터, 영화 제작자, 카투니스트, 저자, 아티스트, 시나리오 작가이다.
《벅스 버니》, 《대피 덕》, 《와일리 E. 코요테와 로드 러너》, 《페페 르 퓨》, 《포키 피그》, 《미시간 J. 프로그》, 《세 마리 곰》 등 수많은 고전 애니메이션 카툰 단편의 각본, 제작, 감독을 맡았다.
존스는 8번 오스카에 지명되었으며 카툰(For Scent-imental Reasons, So Much for So Little,  The Dot and the Line)에 대해 3차례 상을 받았다. 1996년 애니메이션 산업에 미친 공로로 아카데미 공로상을 받았다. 영화 역사가 Leonard Maltin은 워너브라더스, MGM, 척 존스 엔퍼프라이즈에서의 존의 업적을 칭찬했다.

## 같이 보기
- 워너 브라더스 애니메이션